# The Christian Occupation of China

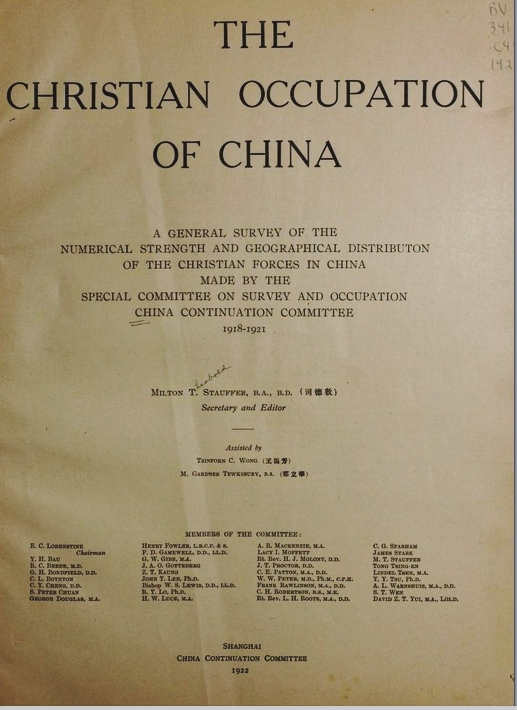
The Christian Occupation of China (Titelseite)

The Christian Occupation of China (Die christliche Besetzung Chinas) ist ein 1922 gleichzeitig auf Englisch und Chinesisch veröffentlichtes großes statistisches Werk des China Continuation Committee über das Christentum in China, das als eine  „Heerschau über die missionarischen Kräfte und ihre Verteilung“ betrachtet wurde. Hauptsächlich wegen seines heiklen Namens ermutigte das Buch Chinas antichristliche Bewegungen in den frühen 1920er Jahren.

## Inhalt
Diese enzyklopädische Zusammenstellung enthält eine Fülle politischer, geografischer, sprachlicher, ethnologischer, sozialer, wirtschaftlicher und statistischer Informationen über China in den Jahren 1918–1921, die ausdrücklich zu dem Zweck zusammengestellt wurden, Informationen für eine wirksame Evangelisierung Chinas bereitzustellen. Die außerordentliche Gründlichkeit der Datensammlung bietet eine Fülle von historisch bedeutsamen Informationen.
Zu den treibenden missionarischen „Kräften“ gehörte der berühmte Geistliche John Raleigh Mott, der 1913 nach China ging, die erste Nationale Christentumskonferenz unterstützte und mit dem protestantischen Führer Cheng Jingyi (1881–1939) die erste nationale zentrale christliche Organisation, das China Continuation Committee gründete.
Zum Inhalt des Werkes gehören: Liste der Missionsgesellschaften, geografische und politische Gliederung Chinas, Sprachgebiete, Bevölkerung, Kommunikationsmittel, nichtchristliche religiöse Bewegungen, Fortschritte (1900–1920), christliche Besetzung (nach Provinzen), nicht beanspruchte Gebiete, Arbeit mit anderen Nationalitäten, christliche Arbeit unter besonderen Klassen [Ureinwohner, Tai/Dai, Hakka, Muslime, Übersee-Chinesen, Regierungsstudenten und Christentum, Blinde, Post- und Telegrafenarbeiter, Rikscha-Männer, Arbeit mit Jungen, YMCA, YWCA, Stewart Evangelistic Fund, Arbeit unter Ausländern]. Die chinesische Kirche, Status chinesischer Pfarrer, Religionsunterricht, kommerzielle Laster, Alkoholismus, Bildung, Bibelschulen, landwirtschaftliche Missionen, medizinische Arbeit, Vergleich von Missionsspitälern, Gesundheitserziehung, Lepra, Rauschgift, Tuberkulose, Gesundheit von Missionarsfamilien in China. Christliche Literatur, römisch-katholische Literatur, römisch-katholische und russisch-orthodoxe Kirchenmissionen in China. Provinzstatistiken, Karten der Postbezirke und Poststationen, Missionsstationen und Krankenhäuser.